# کیمیاگر (مجموعه تلویزیونی ۱۳۵۲)
کیمیاگر (یا کیمیاگران)‌ نام یک مجموعه تلویزیونی است به کارگردانی علی‌اصغر سنجری که در سال‌های ۱۳۵۳–۱۳۵۲ از تلویزیون ملی ایران پخش می‌شد.

## خلاصه داستان
موضوع این مجموعه تلویزیونی، درباره یک کیمیاگر شجاع و عدالت‌خواه است که به همراه پسرش، در اواخر دورهٔ قاجاریه، با حاکم خودکامه و شهوت‌پرست شهر درگیر می‌شوند.

## بازیگران
- مورین
- محمد شیری
- منوچهر حامدی
- محسن یوسف‌بیک
- حسین خانی‌بیک
- رضا عارفان
- معصومه تقی‌پور
- جهانگیر صمیمی‌فرد
- مهری نصیری
- ناهید نجفی
- تقی تکسایه
- علی‌اکبر مهدوی‌فر
- مینو ابریشمی
- حسین عالمیان
- قاسم گلی